# Ambrosio Boccanegra
Pour les articles homonymes, voir Famille Boccanegra et Boccanegra.
Ambrosio Boccanegra (? - mort en 1373) est un noble et amiral génois. 
Il est le neveu de Simone Boccanegra, le doge de Gênes et le fils d'Egidio Boccanegra, amiral au service d'Alphonse XI, roi de Castille. 
En 1367, son père est exécuté par le nouveau roi de Castille, Pierre le Cruel. Ambrosio quitte alors le royaume. Il y revient avec l'armée d'Henri de Trastamare, allié de la France. Henri, prétendant au trône, défait et tue son demi-frère et rival Pierre. Ambrosio devient amiral de la flotte castillane pendant la guerre de Cent Ans, il défit les Portugais en 1371 et commanda la flotte franco-castillane lors de sa victoire contre les Anglais à la bataille de la Rochelle en 1372. Il combattra de nouveau les Portugais puis mourra prématurément.